# Cercomacra manu
A Cercomacra manu a madarak osztályának verébalakúak (Passeriformes) rendjébe és a hangyászmadárfélék (Thamnophilidae) családjába tartozó faj.

## Rendszerezése
A fajt John W. Fitzpatrick és David E. Willard  írták le 1990-ben.

## Előfordulása
Bolívia, Brazília és Peru területén honos. A természetes élőhelye a szubtrópusi vagy trópusi síkvidéki esőerdők, vizes területek. Állandó, nem vonuló faj.

## Megjelenése
Testhossza 14–15,5 centiméter, testtömege 16–20 gramm.

## Életmódja
Rovarokkal táplálkozik, valószínűleg pókokat is fogyaszt.

## Természetvédelmi helyzete
Az elterjedési területe rendkívül nagy, egyedszáma viszont csökken, de még nem éri el a kritikus szintet. A Természetvédelmi Világszövetség Vörös listáján nem fenyegetett fajként szerepel.

## Külső hivatkozás
- Képek az interneten a fajról
- Xeno-canto.org - a faj hangja és elterjedési területe